# Старополе (Томашовський повіт)
Старополе (пол. Staropole) — село в Польщі, у гміні Желехлінек Томашовського повіту Лодзинського воєводства.
Населення — 28 осіб (2011).
У 1975-1998 роках село належало до Пйотрковського воєводства.

## Демографія
Демографічна структура станом на 31 березня 2011 року:
|          | Загалом | Допрацездатний вік | Працездатний вік | Постпрацездатний вік |
| -------- | ------- | ------------------ | ---------------- | -------------------- |
| Чоловіки | 15      | 3                  | 9                | 3                    |
| Жінки    | 13      | 3                  | 5                | 5                    |
| Разом    | 28      | 6                  | 14               | 8                    |